# Amer Jukan
Amer Jukan (Gračanica, 28 novembre 1978) è un calciatore sloveno, centrocampista del Seeboden.

## Palmarès

### Club

#### Competizioni nazionali
- Coppa di Slovenia: 1

Interblock Lubiana: 2008-2009